# ウラディスラフ・ラディモフ
ウラディスラフ・ラディモフ（Vladislav Radimov, 1975年11月26日 - ）は、ロシアの元サッカー選手である。ポジションはミッドフィールダー。妻はロシアの歌手のタチヤーナ・ブラーノヴァ。

## 経歴
サッカーをする前はフェンシングに励んでいたが、9歳の時に、スメナ・サッカー・スクールでサッカーを始める。1992年、当時2部（実質3部）のスメナ・サトゥルン・サンクトペテルブルクでデビュー。同年6月にはCSKAモスクワに移籍し、1994年頃からレギュラーを確保するようになり、代表にも選出される。1996年に20歳でEURO1996のメンバーに選出され、大会後にはレアル・サラゴサに移籍する。その後は伸び悩み、スランプに陥ったが、2001年にクリリヤ・ソヴェトフ・サマーラに移籍。徐々に輝きを取り戻し、2003年に故郷のサンクトペテルブルクを本拠地としているゼニト・サンクトペテルブルクに移籍。2005年10月18日、ロシアの歌手のタチヤーナ・ブラーノヴァと結婚した。2008年12月に現役を引退し、ゼニトのチームディレクターに就任した。

## 獲得タイトル
- レアル・サラゴサ
  - コパ・デル・レイ：1回
- レフスキ・ソフィア
  - ブルガリアプロサッカーリーグ：1回 (2000-2001)
- ゼニト・サンクトペテルブルク
  - ロシアサッカー・プレミアリーグ: 1回 (2007)
  - ロシア・スーパーカップ：1回 (2008)
  - UEFAカップ：1回 (2007-08)
  - UEFAスーパーカップ：1回 (2008)